# Спитамен
Спитамен (око 370 до 328. п. н. е.) је био истакнути бактријски племић и персијски вођа, који се борио против Александра Великога од 329. до 328. п. н. е. Био је близак сарадник последњега персијскога цара узурпатора Беса, али га је издао Александру. Нешто касније подигао је устанак против македонске војске. Дуго времена герилским операцијама успевао је да се супроствља до тада непобедивој македонској војсци.

## Прати Беса у Согдијану
Био је истакнути вођа у Согдијани или Бактрији, вероватно иеранскога порекла. Био је пријатељ и близак сарадник Беса, који се био прогласио персијским царем, након што је 330. п. н. е. убио Дарија III. Александар Велики је кренуо за Бесом, који се повукао у Бактрију и Согдијану. Спитамен је пратио Беса када се он повукао у Согдијану. Побегли су пред Александром Великим, који је тада заузео Бактрију.

## Предаје Беса
Када је Александар Велики прешао реку Окс (Аму Дарју) тада су му Спитамен и Датаферн послали поруке да су спремни да предају Беса. Александар је послао Птолемеја Сотера са једним делом војске и наређењем да ступи у контакт са Спитаменом. Аријан наводи две различите приче о томе како је ухваћен Бес. Према причи, коју је навео Птолемеј, када је Птолемеј стигао до Спитамена и Датаферна они су се предомислили. Птолемеј је онда опколио насеље где је био Бес и становништву је обећао да ће их поштедити, ако предају Беса. Становништво је предало Беса Птолемеју. Аријан наводи и Аристобулову верзију, по којој су Спитамен и Датаферн заробилиу Беса и предали га везаног Птолемеју. Након што је предао Беса није се могло очекивати да ће Спитамен постати најопаснији непријатељ Македонаца у том подручју.

## Спитамен подиже устанак 329. п. н. е.
Александар је наставио кроз Согдијану и прешао је реку Јаксарт (Сир Дарја). Почетком јула 329. п. н. е. Александар је основао нови град као гарнизон, који би штитио од Сака, номадских скитских племена са севера. Међутим Спитамен је био незадовољан па је подигао устанак против македонске власти. У Согдијани су се подигли многи градови. Чак се и део Бактрије придружио побуни. Спитамен је опседао македонски гарнизон у Мараканди (Самарканду). Александар је против њега послао Фарнуха, Андромаха, Менедема и Керана. У то време Александар се борио са Скитима. Када се Фарнух примакао Мараканди Спитамен се повукао дубље у Согдијану.

## Спитамен уништава мању македонску војску
Македонска војска која је кренула за Спитаменом имала је око 2.400 војника. Војском је командовао Фарнух. Спитамен је био охрабрен склапањем новога савеза са Скитима, а добио је и 800 скитских коњаника као помоћ. Сачекао је македонску војску да прва нападне, па се повлачио и нападао их, пошто је имао брже и одморније коње. Стрелци са коња су нанели велике губитке македонској војсци, која се након тога морала повлачити до реке Политимет. Спитамен и Скити напали су их док су прелазили реку. Ту су их све побили стрелама. Аријан помиње и и другу, Аристобулу верзију, према којој је највећи део војске побијен у заседи.

## Спитамен напада Бактрију
На вест о великом поразу Александар је 329. п. н. е. са највећим делом војске кренуо према Мараканди, коју је Спитамен поново опседао. Међутим када се појавио Александар Спитамен је одустао од опсаде и повукао се. Спитамен се повукао на зимовање код скитскога племена Масагета. У пролеће 328. п. н. е. Александар Велики је поново кренуо да покори Согдијану. Војску је поделио на пет делова. Са прва три дела војске заповедали су Хефестион, Птолемеј Сотер и Пердика. Четвртим делом заповедали су Коин и Артабаз. Александар је заповедао петим делом. Спитамен је код Скита добио коњицу, па је прешао реку Окс, ушао у Бактрију и напао утврђења. Заузео је Бактру, која је тада била слабо брањена.

## Пораз у бици са Коином
Коин је добио задатак да се супротстави Спитамену. Спитамен је уочио да су Македонци успоставили гарнизоне у готово свим местима. Одлучио је да се обрачуна са Коином. Од Скита Масагета добио је 3.000 коњаника, па је кренуо у инвазију. У великој бици са Коином победили су Македонци. Погинуло је око 500 скитских коњаника. Согдијанци и Бактријци су тада напустили Спитамена и прешли су на страну Коина. Скити су због тога опљачкали Спитаменове војнике из Бактрије и Согдијане и побегли су са Спитаменом у пустињу.

## Спитаменова смрт
Када су Скити чули да за њима иде Александрова војска убили су Спитамена. Спитаменову главу послали су Александру, надајући се да ће тако одвратити прогонитеље. Курције Руф има другачију верзију Спитаменове смрти. По тој верзији убила га је његова жена и донела је његову главу у македонски логор.

## Ћерка му се удала за Селеука
Спитаменова ћерка Апама удала се 324. п. н. е. за Селеука Никатора на масовној свадби у Сузи.